# 亨氏口孵非鯽
亨氏口孵非鯽為輻鰭魚綱鱸形目隆頭魚亞目慈鯛科的其中一種，被IUCN列為極危保育類動物，分布於非洲Chala湖流域，體長可達30公分，棲息在湖泊，屬雜食性，以藻類及有機碎屑為食，生活習性不明。